# Gonocaryum
Gonocaryum es un género de plantas herbáceas perteneciente a la familia Cardiopteridaceae en el orden Aquifoliales. Consta de 34 especies descritas y de estas, solo 11 aceptadas.

## Taxonomía
El género fue descrito por Friedrich Anton Wilhelm Miquel y publicado en Flora van Nederlandsch Indië 1: 343. 1861. La especie tipo es: Gonocaryum gracile Miq.

## Especies aceptadas
A continuación se brinda un listado de las especies del género Gonocaryum aceptadas hasta octubre de 2013, ordenadas alfabéticamente. Para cada una se indica el nombre binomial seguido del autor, abreviado según las convenciones y usos.
- Gonocaryum calleryanum (Baill.) Becc.
- Gonocaryum cognatum Elmer
- Gonocaryum crassifolium Ridl.
- Gonocaryum gracile Miq.
- Gonocaryum impressinervium Sleumer
- Gonocaryum litorale (Blume) Sleumer
- Gonocaryum lobbianum (Miers) Kurz
- Gonocaryum macrophyllum (Blume) Sleumer
- Gonocaryum minus Sleumer
- Gonocaryum poilanei Gagnep. ex Villiers
- Gonocaryum sleumeri Villiers